# Gladiolus crassifolius
Espèce
Classification phylogénétique
Gladiolus crassifolius est une espèce de plante bulbeuse de la famille des Iridaceae.
Cette espèce est originaire d'Afrique, notamment du Kenya et de la Tanzanie.

## Synonyme

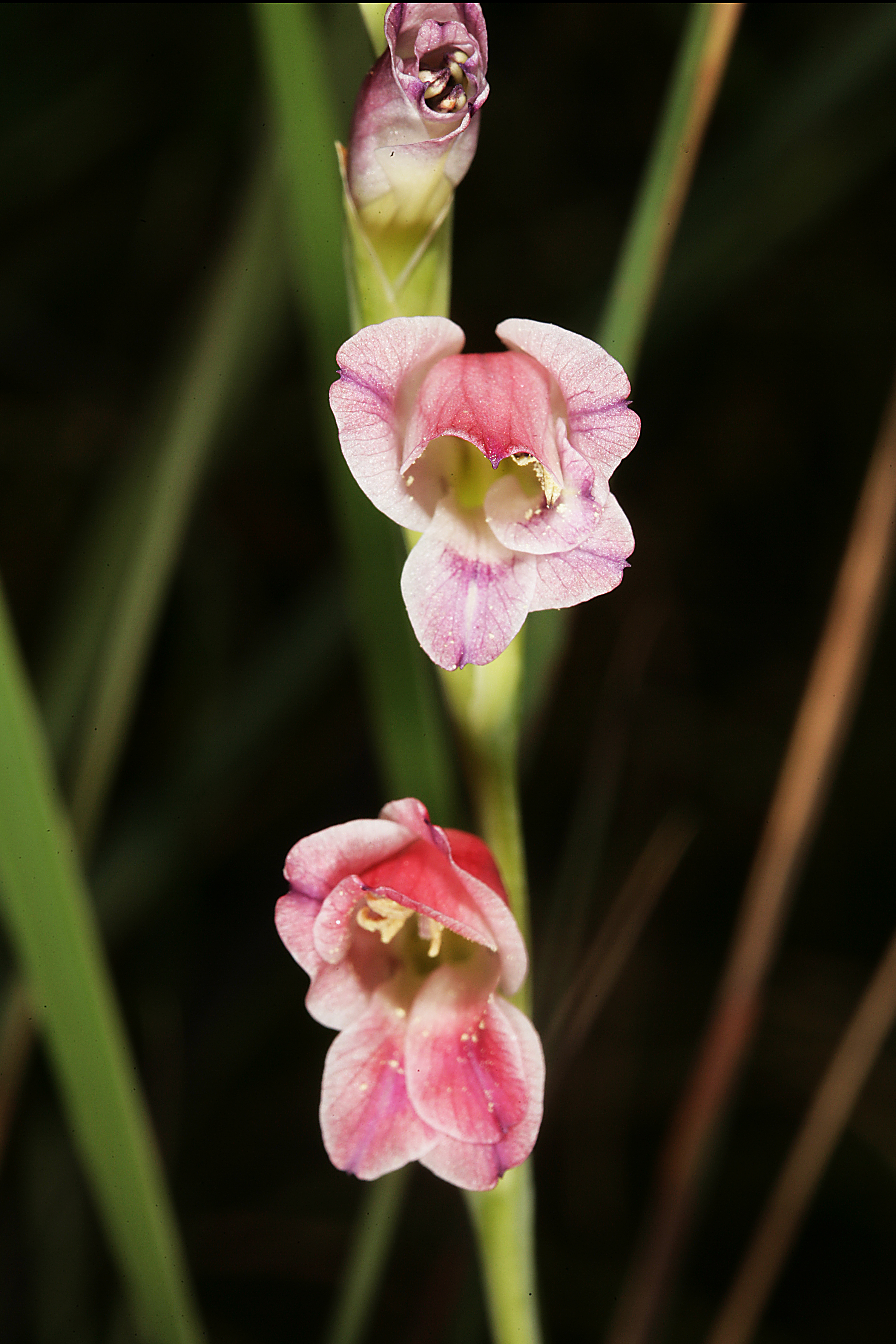
Détail des fleurs.

- Gladiolus thomsonii Baker